# Сінрю-Мару
Сінрю-Мару (Shinryu Maru) — транспортне судно, яке під час Другої світової війни брало участь у операціях японських збройних сил на Тихому океані.
Судно спорудили в 1918 році на верфі Ishikawajima Shipyard у Токіо для компанії Kishimoto Kisen (з 1939-го унаслідок злиття власником стала Nippon Yusen Kaisha). 
11—13 лютого 1932-го «Сінрю-Мару» брало участь у перевезенні однієї з дивізій Імперської армії з японського порту Уджина до Шанхаю, де стався «Перший шанхайський інцидент».
У липні 1938-го на тлі Другої японо-китайської війни судно реквізували для потреб Імперської армії Японії, проте вже у січні 1939-го повернули власникам. У жовтні 1939-го – першій половині 1941-го та липні – вересні 1941-го «Сінрю-Мару» ще двічі реквізовували для Імперської армії та повертали назад.
В жовтні 1941-го судно в черговий раз опинилось під контролем японської армії. Відомо, що 19 березня 1942-го «Сінрю-Мару» та ще 31 судно вийшли із Сінгапуру та попрямували до Рангуну (Транспортний загін № 1). 25 березня вони прибули до місця призначення та приступили до висадки доставлених частин 56-ї піхотної дивізії.
В якийсь момент судно задіяли у операціях в Меланезії. Відомо, що станом на кінець січня 1943-го воно перебувало у Рабаулі (головна база в архіпелазі Бісмарка, з якої японці провадили операції на Соломонових островах та сході Нової Гвінеї), звідки 31 січня – 4 лютого прослідувало на атол Трук (головна база Японського ВМФ у Океанії, що знаходилась в центральній частині Каролінського архіпелагу).
11 травня 1943-го «Сінрю-Мару» прослідувало з японського порту Саєкі до Палау (важливий транспортний хаб на заході Каролінських островів) в конвої K-511, а 11 – 16 червня перейшло звідси до Маніли з конвоєм № 3211, після чого рушило до Такао (наразі Гаосюн на Тайвані).
Станом на початок вересня 1943-го «Сінрю-Мару» знову було на Палау, звідки 2 – 12 вересня перейшло в конвої до Саєкі. У другій половині вересня судно прослідувало з конвоєм до Такао, а станом на кінець листопада в черговий раз було на Палау і 30 листопада – 1 грудня досягнуло Саєкі в конвої FU-008.
Не пізніше лютого 1944-го «Сінрю-Мару» вже працювало у Південно-Східній Азії, де 17 — 23 лютого прослідувало в конвої H-18 з Маніли до острова Хальмахера (північна частина Молуккських островів). В наступні місяці воно продовжувало ходити у Нідерландській Ост-Індії, зокрема, 28 березня – 3 квітня пройшло в конвої з острова Хальмахера до Кендарі (південно-східний півострів острова Сулавесі).
Станом на середину травня 1944-го судно було в порту Біма (острів Сумбава). 16 травня «Сінрю-Мару» полишило Біму та попрямувало на захід. 18 травня у Яванському морі за шість десятків кілометрів на південний схід від Сурабаї (головна база на сході острова Ява) воно було виявлене та потоплене американським підводним човном USS Puffer, який випустив 5 торпед та досягнув 3 влучань. Разом з «Сінрю-Мару» загинули 21 член екіпажу та 12 пасажирів.